# Majlis (Iran)
De Majlis van Iran (Perzisch:مجلس, ook wel gespeld Majles) is de wetgevende raad van Iran. De majlis heeft 290 volksvertegenwoordigers. 
Mohammad Ghalibaf werd in mei 2020 voorzitter van de Majlis.

## Geschiedenis van Majlis

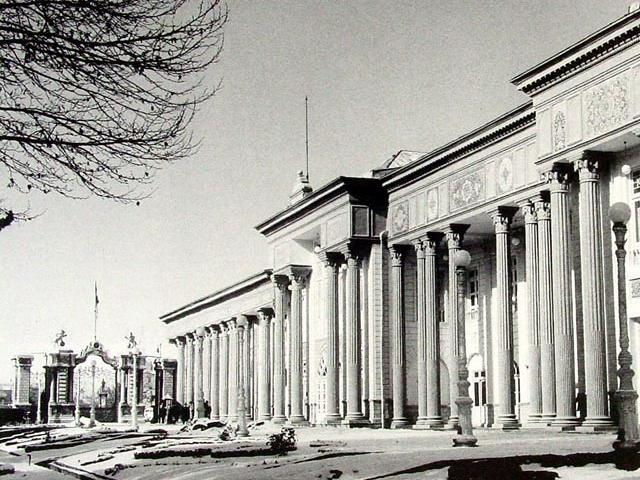
Het oude gebouw van de Majlis

De eerste Majlis werd opgericht na de constitutionele revolutie van 1906. Als voorbeeld voor de Majlis diende het parlement van België. In de beginperiode werd de Majlis regelmatig door de sjahs van Iran ontbonden. 
Onder de koningen van Iran Reza Pahlavi en Mohammed Pahlavi had het parlement weinig in te brengen, vooral niet nadat in 1953 een machtsgreep was uitgevoerd.
Ook na de Islamitische Revolutie bleef het parlement een rol spelen, maar de Opperste Leider van Iran behoudt veto-recht over alle wetsvoorstellen van de Majlis. De Raad van Hoeders beslist wie zich wel en wie zich niet verkiesbaar kan stellen voor de Majlis.
De Majlis telde in 2021 elf vrouwelijke leden. Christenen, joden en zoroastriërs hebben elk hun vertegenwoordiging in de Majlis.